# Nimr Baqir al-Nimr
Nimr Baqr al-Nimr (àrab: نمر باقر النمر, Nimr Bāqir an-Nimr), també conegut com el xeic Nimr o Nimr Baqir al-Namr, Nimr Bakir al-Nimr i Nemr Baqir al-Nemr (Al-Awamiyah, Aràbia Saudita, 1959 - ?, Aràbia Saudita, 2 de gener de 2016), va ser un religiós xiïta opositor del poble d'al-Awamiyah a la Província Oriental de l'Aràbia Saudita.
Durant l'última dècada abans de la seva execució, es va erigir com una de les principals veus contra les autoritats saudites, tot denunciant la discriminació històrica de la comunitat xiïta a l'Aràbia Saudita. Durant les protestes contra el govern registrades entre 2011 i 2012, va ser considerat pels mitjans internacionals con el religiós xiïta amb més poder local i influència entre els joves. Crític amb el govern saudita, especialment amb la casa Saud, va ser detingut en diverses ocasions. El 2014 va ser jutjat i condemnat a mort en un judici segons algunes organitzacions internacionals de drets humans. El 2 de gener de 2016 va ser executat pel règim saudita, junt amb 46 condemnats més.

## Biografia

### Trajectòria religiosa
Nimr Baqr al-Nimr va estudiar teologia durant deu anys a Teheran (Iran), d'on va tornar el 1994, i posteriorment a Síria. Inicialment era seguidor de l'Gran Aiatol·là Mohammad Shirazi i a partir de 2008 va ser seguidor del Gran Aiatol·là Mohammad Taqi al Modarresi, establert a la ciutat iraquiana de Karbala.
Segons la informació revelada per Wikileaks, no va militar directament en cap dels dos principals blocs xiïtes saudites: el moviment Islahiyyah (també anomenat Shirazis) i el Hezbollah Saudita.
Com a mínim des de 2009 dirigia la pregària de divendres a al-Awamiyah sovint amb posicions polítiques compromeses, segons va explicar el seu germà als mitjans de comunicació després de l'execució.

### Ideologia
Activistes saudites el descriuen com una figura moderada que, tot i exhibir certa retòrica inflamatòria en els seus sermons, mai es va mostrar procliu a l'ús de la violència contra l'Estat Saudita. En diverses ocasions va plantejar la possibilitat de secessió de l'anomenada «Província Oriental» de l'Aràbia Saudita, de majoria xiïta.
«Des del moment en què naixeu esteu envoltats per la por», va proclamar el 2011. «La gent va sortir als carrers per demanar llibertat, dignitat i reformes. No ens importa que ens arrestin en pro dels detinguts, ni ens importa tan sols vessar sang per ells», va dir Nimr Baqr al-Nimr en un discurs.
En les seves intervencions públiques eren freqüents els atacs a la família reial saudita, centrant-se en la corrupció i els crims comesos per aquesta. Després de la defunció del príncep Nayef, el 2012, Al Nimr va expressar el seu desig que a la família reial saudita «se la mengessin els cucs i que patís en la seva tomba els turments de l'infern».

### Cronologia de la seva detenció i execució
Nimr Baqr al-Nimr va ser detingut en diverses ocasions entre 2003 i 2008 per la policia secreta saudita, anomenada Mabahith. Va ser alliberat després mobilitzacions i protestes ciutadanes en al-Awamiyah.
El 2009 comença a esmentar la possibilitat d'una secessió de l'est de l'Aràbia Saudita, una regió majoritàriament xiïta, i la seva fusió amb el regne de Bahrain, també de majoria xiïta.
A l'octubre de 2011, durant les protestes populars de 2011-2012 contra el govern de l'Aràbia Saudita, al-Nimr va defensar els joves manifestants, assegurant que els seus actes responien a la provocació policial, ja que les forces policials havien disparat amb munició real. El 4 d'octubre va cridar a la calma entre els manifestants, rebutjant l'ús de les armes i assegurant que l'arma de la paraula era més fort que el plom.
El gener de 2012, va fer una crida a les autoritats per «augmentar el vessament de sang», amb la predicció que el govern saudita seria enderrocat si continuava la seva «ofensiva» en contra dels manifestants. També va denunciar la detenció de manifestants pacífics. El diari britànic The Guardian el va descriure com el clergue xiïta local més influent entre els joves.
El 2012 va circular un vídeo a través de les xarxes socials després de la mort del príncep hereu saudita Naiaf, en què Nimr ho celebrava. El seu germà considera que la seva detenció va ser una venjança per això.
Considerat «instigador de la insurrecció», va ser detingut el 8 de juliol de 2012. Durant la seva detenció va resultar ferit en una cama d'un tret. Les autoritats saudites van assegurar que Al Nimr i diversos acompanyants van obrir foc primer. Els seus partidaris i família ho van negar en absolut.
Milers de persones van protestar per la seva detenció, produint-se durant les protestes dos morts pels trets de la policia saudita.
El 15 d'octubre de 2014, al-Nimr va ser sentenciat a mort per un Tribunal Penal Especial de Riad per «terrorisme», «sedició», desobediència a les autoritats i «tinença d'armes». Amnistia Internacional i Human Rights Watch van denunciar que el procés judicial contra Al Nimr va ser «greument irregular». «Mai es va cridar a declarar testimonis tot i que eren l'única prova en contra, el que viola fins i tot les pròpies lleis del país », segons Amnistia Internacional, que va denunciar que el clergue «no va comptar amb els mitjans bàsics per preparar la seva defensa i que les autoritats no van informar al seu advocat d'algunes dates de les compareixences davant del tribunal».
El 20 de novembre de 2015, 17 organitzacions internacionals relacionades amb la defensa dels drets humans i la llibertat religiosa van enviar una carta al secretari d'Estat dels EUA John Kerry, urgint-li a pressionar el rei saudita per evitar l'execució del xeic i altres tres condemnats en relació amb les manifestacions de 2012 a Al Qatif: Ali al-Nimr, Dawud al-Marhoon i Abdullah al-Zaher.

### Mort
El Ministeri de l'Interior de l'Aràbia Saudita va informar de l'execució del prominent clergue xiïta el sheij Nimr Baqer al-Nimr. Per mitjà d'un comunicat emès el 2 de gener, la Cartera saudita ha anunciat l'execució de 47 persones per suposats càrrecs de terrorisme, inclòs el sheij Nimr Baqer al-Nimr.
Les autoritats saudites han enterrat al destacat clergue xiïta Nimr Baqir al Nimr de «forma secreta», sense informar a la seva família sobre el lloc del sepeli, després d'haver executat ahir a Riad, ha dit avui a Efe un germà del xeic.

#### Reaccions
En conèixer-les execucions EUA es va mostrar «preocupat» per un possible empitjorament de la tensió sectària entre musulmans xiïtes i sunnites. El portaveu del Departament d'Estat, John Kirby, va instar el Govern saudita a respectar i protegir els drets humans, que permeti l'expressió pacífica de la dissidència afegint que els EUA han manifestat en altres ocasions la seva preocupació pel sistema legal saudita i que ha plantejat aquestes qüestions al Govern saudita a nivells alts.
El Alt Comissionat de l'ONU per als Drets Humans Zeid Ra'ad l'Hussein va emetre un comunicat posant en dubte el respecte a les garanties processals en Aràbia Saudita i lamentant l'execució de 47 persones en aquest país, especialment la del clergue xiïta opositor Nimr al Nimr. Zeid va destacar que el clergue xiïta «no estava acusat de cap crim greu», requisit previ que estableix la legislació internacional de drets humans «la pena de mort pot ser només imposada, als països on existeix aquest càstig, si s'han complert una sèrie de requeriments de procediment i s'ha dut a terme un judici just», assenyala la nota en què a més es va sol·licitar a l'Aràbia Saudita una «moratòria de totes les execucions» i ha instat que «treballi amb l'ONU i altres organismes internacionals en maneres alternatiu de lluita contra el terrorisme».
En Iran alts clergues iranians han condemnat l'execució del clergue opositor saudita, el xeic Nimr Baqer al-Nimr per Riad, que ha fet cas els reiterats crides internacionals per revocar, per injust, dit veredicte de mort. Entre ells el jurisconsult religiós iranià aiatol·là Nasser Makarem Shirazi, que considera que la decisió del règim d'Al Saud és, en realitat, una «venjança» per les «derrotes sofertes a l'Iraq, Síria i Iemen» i assegura que la notícia ha commocionat el món musulmà i que sens dubte aquest «crim» comptava amb el parabién dels EUA Addueix Makarem Shirazi que, de fet, considera que l'objectiu d'aquesta mesura és «provocar una guerra sectària entre els sunnites i xiïtes». També el líder de l'Iran condemna enèrgicament l'execució a l'Aràbia Saudita del destacat clergue xiïta i adverteix a les autoritats que pagaran «molt aviat» per aquest crim. I el president de l'Iran, Hassan Rohani, condemna l'execució del xeic Baqer al-Nimr per l'Aràbia Saudita i la titlla d 'un altre pas d'Al Saud per instigar el sectarisme, el terrorisme i l'extremisme a l'Orient Mitjà. Durant la nit del 2 al 3 de gener, un grup de manifestants iranians van assaltar l'ambaixada de l'Aràbia Saudita en Teheran i el consolat a Mashad. El president iranià va condemnar l'assalt i va recordar que les legacions diplomàtiques estan sota la protecció de l'Estat iranià i s'han de respectar. Hores després el ministre d'Afers Exteriors de l'Aràbia Saudita «anuncia la ruptura de relacions diplomàtiques amb Iran» i exigeix que els membres de la «representació diplomàtica iraniana es vagin abans de 48 hores».
La responsable de la diplomàcia europea, Federica Mogherini, va expressar la seva «preocupació pel risc d'una escalada de la violència sectària en el món musulmà» després de les execucions a l'Aràbia Saudita, i va instar els líders de la regió a actuar de manera responsable per evitar més tensions. Ha reiterat al ministre saudita d'Afers Exteriors, el rebuig de la Unió Europea a la pena capital a totes les circumstàncies i «deplorar l'atac a l'ambaixada saudí» dissabte a Teheran després de les execucions de 47 persones a l'Aràbia Saudita, entre elles el clergue xiïta opositor Nimr Baqir al Nimr.